# Traducianismo
En teología se designa como traducianismo la doctrina que afirma que el alma personal de que cada ser humano se supone dotado, es resultado del acto de la generación, lo mismo que su cuerpo, derivando del alma del padre o de los padres. Al traducianismo se le opone el creacionismo que atribuye cada alma personal a un acto especial de creación por parte de Dios.
En la teología cristiana, el traducianismo es una doctrina sobre el origen del alma o sinónimamente, espíritu, sosteniendo que este aspecto inmaterial se transmite a través de la generación natural junto con el cuerpo, el aspecto material del ser humano. En otras palabras, la propagación humana es del ser en su totalidad, tanto en sus aspectos materiales como inmateriales: el alma de un individuo se deriva del alma de uno o ambos padres. Esto implica que solo el alma de Adán fue creada directamente por Dios (mientras que la sustancia de Eva, material e inmaterial, es tomada de Adán), en contraste con la idea del creacionismo del alma, que sostiene que todas las almas son creadas directamente por Dios. 

## Historia de la noción en la teología
El nombre de traducianistas fue lanzado por el pelagiano Julián de Eclana, acusando de ello a algunos autores católicos como San Cipriano de Cartago y San Ambrosio; y así lo recuerda San Agustín de Hipona.
Los historiadores han visto precedentes del traducianismo en algunos orientales, como Apolinar, Nemesius y algún texto de San Gregorio de Nisa. En realidad se desarrolló más bien entre los occidentales. Tertuliano propugnó esta teoría dándole un sentido casi «corporal», sentido que el mismo San Agustín rechazará más tarde.
No aparece claro en ningún otro, a no ser más tarde en San Lucifer de Cagliari y sus discípulos; Gennadio y, según Rufino, también en Lactancio. San Jerónimo niega esto último mientras que, con exageración, dice que la «mayor parte de los occidentales» son partidarios de esa doctrina. La verdad es que el tema aún no había sido dogmáticamente definido y subsistían dudas entre algunos autores si no lo estudiaban a fondo. Rufino así lo confiesa y Jerónimo no deja de recordarlo.
Con el pelagianismo la doctrina de la transmisión del alma de padres a hijos en virtud de la generación toma un nuevo impulso, ya que parecía ofrecer a los autores ortodoxos una fuerte base para afirmar la transmisión del pecado original, negada por los pelagianos. Eso explica que San Agustín fluctúe entre creacionismo y traducianismo. Rechaza en seguida un traducianismo material, es decir, como el afirmado por Tertuliano; pero ¿es posible un traducianismo espiritual? Ve clara la dificultad que el traducianismo implica; ¿cómo puede darse si el alma es realmente espiritual? Pero, a la vez, ¿cómo se compagina el creacionismo (o creación por Dios de cada alma) con la transmisión del pecado original? Si el alma viene directamente de Dios, ¿cómo explicar el pecado original, sin hacer responsable a Dios? Intenta resolver esta dificultad (ya que se inclina hacia el creacionismo) y formula diferentes hipótesis, pero sin inclinarse a ninguna. Suspende, pues, el juicio y muere sin llegar, al menos en apariencia, a una solución definitiva. San Jerónimo, a quien San Agustín consulta, afirma en cambio con claridad que el traducianismo es contrario a la Revelación y a la doctrina católica. Esta duda de San Agustín ha tenido su peso a través de la historia, aunque poco a poco los autores fueron dando su asentimiento al creacionismo; no dejan, sin embargo, de mencionar la duda de San Agustín. Así, San Fulgencio de Ruspe, San Gregorio Magno, San Isidoro de Sevilla y otros.
Aún en la Edad Media, aunque se demuestra y se impone el creacionismo y se dan numerosas razones contra el traducianismo, muchos, por respeto a la duda agustiniana, no se atreven a condenar la doctrina: Hugo de San Víctor y Alejandro de Hales preparan el camino para la afirmación definitiva del creacionismo. Pedro Lombardo toma decisión decidida contra el traducianismo presentándolo como contrario a la doctrina de la Iglesia. Con Santo Tomás de Aquino se muestra con más exhaustividad y profundidad la verdad del creacionismo, y se rechazará el traducianismo.
Después del Concilio de Trento −en el que no se entró en el tema− Roberto Belarmino recoge en una síntesis los argumentos contra el traducianismo. En el siglo XVIII Noris polemiza con Belarmino. En el siglo XIX por obra de Klee, de Frohschammer, de Ubaghs y de Rosmini vuelve a la escena el traducianismo con diversas explicaciones, pero sería olvidado.

## Magisterio
Si bien el Magisterio de la Iglesia no ha condenado directamente el traducianismo, ha promulgado diversas declaraciones positivas sobre la creación de las almas individuales, lo que implica la exclusión del traducianismo por vía indirecta: es decir, la de la proclamación de la doctrina opuesta. Los principales documentos en este sentido son el del papa Anastasio II, a. 498, la fórmula de fe llamada de León IX, a.1053 y la declaración de Benedicto XII en 1341 contra algunos errores de los armenios; el texto del Concilio de Letrán V que habla de la infusión del alma en los diferentes cuerpos; un breve de Alejandro VII en 1661, sobre la Inmaculada Concepción de la Virgen;) la condena de Rosmini por León XIII en 1888. En la encíclica Humani generis, de Pío XII, hay también una anotación en este sentido.